# Genipabu

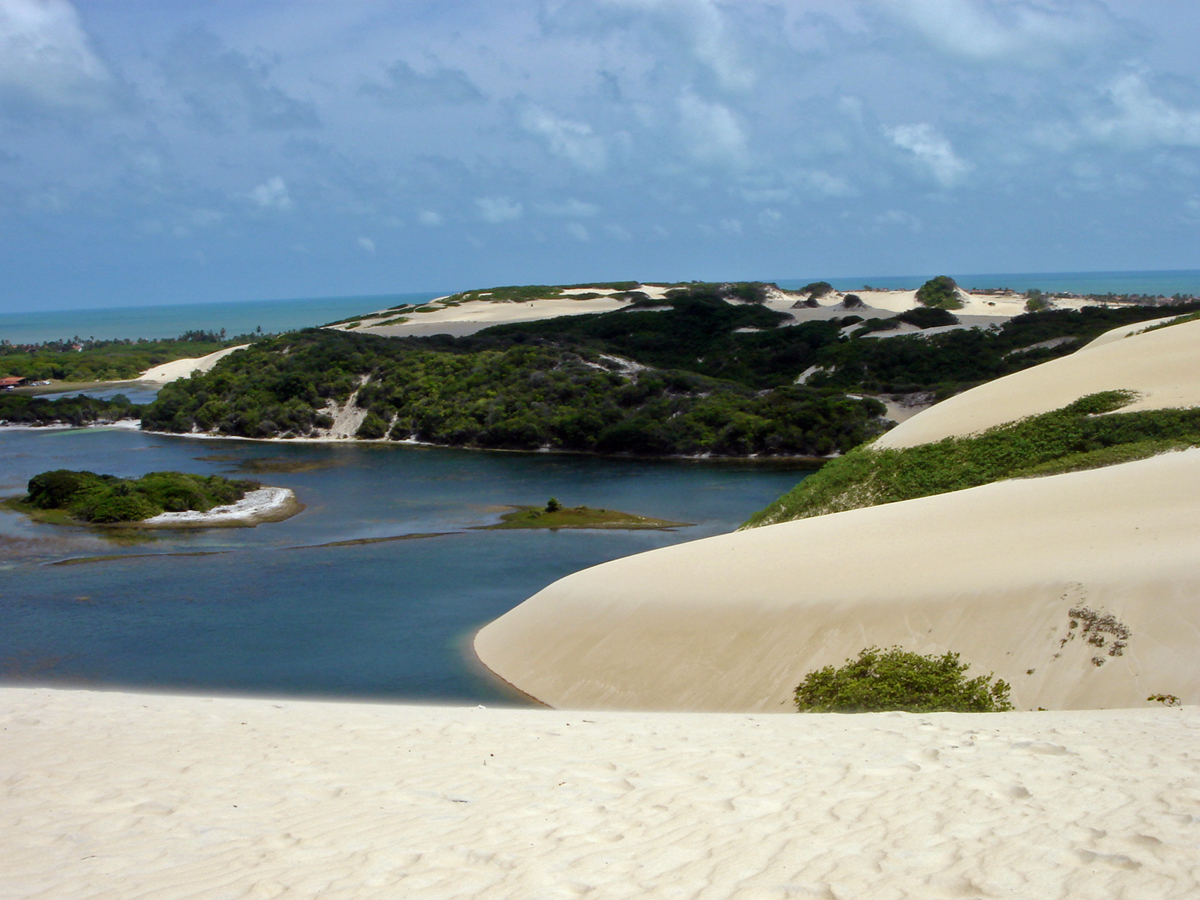
Genipabu.

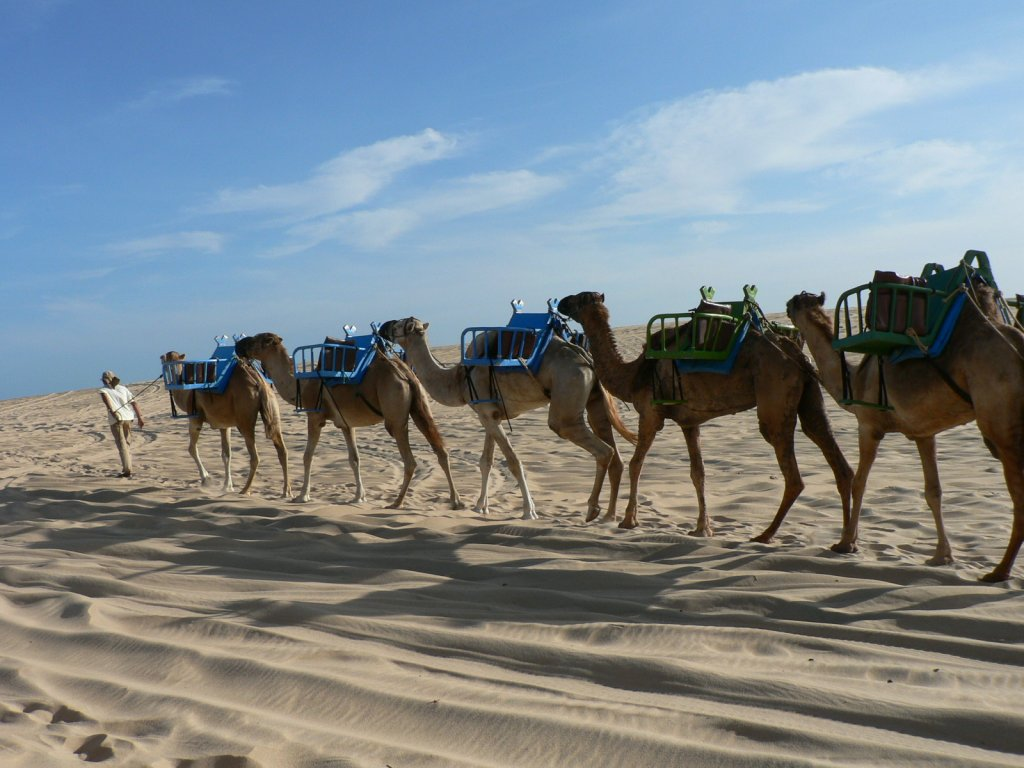
Dromedario en Genipabu.

Genipabu (o Jenipabu) es una playa, un complejo de dunas, una laguna y un área de protección ambiental (APA), ubicado en Natal, objeto de una de las más famosas postales del estado brasileño de Río Grande del Norte.
Es una enorme laguna de agua dulce y complejo de dunas, con un fuerte flujo turístico. La región tiene una buena infraestructura de hoteles, posadas, restaurantes, chiringuitos, excursiones de "buggies", balsas y dromedarios.
Los paseos en buggy se ofrecen en el local "con emoción" o "sin emoción", según el grado de riesgo. Se recomienda, sin embargo, realizarlos siempre con conductor.
Las dunas de Genipabu son móviles. La acción del viento es muy intensa en la costa de Rio Grande do Norte, haciendo que la arena se mueva constantemente de un punto a otro. Debido a esto el paisaje es una novedad, pero ofrece algunos riesgos para el tránsito de aquellos que no conocen la región.
Genipabu es conocida internacionalmente por su belleza natural, los paseos en dromedarios, los paseos en buggy y sus dunas. Las aguas de la playa son cálidas, tranquilas y limpias, ofreciendo un excelente baño de mar para toda la familia. También puede caminar por la balsa y jet-ski. De Bugue puede escuchar la laguna, con atractivos como el baño en agua dulce, bicicleta, kayak, la esquibunda "y" aerobunda. Genipabu está en el municipio vecino de Extremoz (costa norte) a 20 kilómetros del centro de Natal, pasando por el nuevo puente-Fort Redinha. Por el viejo puente, es 10 km de la mayoría, con muy poco tráfico.
- Datos: Q3302027
- Multimedia: Genipabu / Q3302027